# دهنده
دهنده، روستایی از توابع بخش مرکزی شهرستان صومعه‌سرا در استان گیلان ایران است.
این روستا در میانه جاده کسما به اباتر قرار دارد. بقعه امامزاده سیدسلیمان و سیدابراهیم در این روستا قرار دارد.
چاه آبی در این بقعه قرار دارد که بنا به گفته اهالی برای درمان بیماری‌های پوستی بسیار مفید است .

## جمعیت
این روستا در دهستان کسما قرار دارد و براساس سرشماری مرکز آمار ایران در سال ۱۳۸۵، جمعیت آن ۳۲۳ نفر (۱۰۵خانوار) بوده‌است.